# Badel (Kalbe)
Badel ist ein Ortsteil und eine Ortschaft der Stadt Kalbe (Milde) im Altmarkkreis Salzwedel in Sachsen-Anhalt.

## Geographie

### Lage
Badel, ein kurzes Straßendorf mit Kirche, liegt zwischen Salzwedel und Kalbe (Milde), etwa 10 km nordwestlich von Kalbe (Milde) in der Altmark. Der Augraben fließt von Norden nach Süden durch das Dorf. Im Westen liegt das Waldgebiet „Forst Parchen“.

### Ortschaftsgliederung
Die Ortschaft Badel besteht aus den Ortsteilen Badel und Thüritz.

## Geschichte

### Mittelalter bis Neuzeit
Im Landbuch der Mark Brandenburg von 1375 wird das Dorf als Bodewald aufgeführt. Da eine handschriftliche Anmerkung aus dem 17. Jahrhundert hodie Bock angibt, hatte Ernst Fidicin den Eintrag als Boock interpretiert. Joachim Stephan bestätigt, dass hier tatsächlich Badel gemeint ist.
Im Jahre 1397 wird Badel als Bodewal erwähnt, als die von Nitzenplitz Güter an die von der Schulenburg überlassen. Weitere Nennungen sind 1687 Badell, 1842 Baadel und 1804 Badel.
1899 wurde Badel als amtliche Schreibweise festgelegt.
Bei der Bodenreform wurden 1945 ermittelt: 39 Besitzungen unter 100 Hektar hatten zusammen 485 Hektar. Im Jahre 1953 entstand die erste Landwirtschaftliche Produktionsgenossenschaft, die LPG Typ III „Bundschuh“.

### Herkunft des Ortsnamens
Franz Mertens erkennt im Namen das althochdeutsche Wort „bad“ oder mittelhochdeutsch „bat“ für „Bad im Teich oder Fluss“ sowie „wal“ als „Welle, Wallung“ und übersetzt das als „Bade-Quelle“.

### Eingemeindungen
Ursprünglich gehörte das Dorf zum Arendseeischen Kreis der Mark Brandenburg in der Altmark. Zwischen 1807 und 1813 lag der Ort im Kanton Groß Apenburg auf dem Territorium des napoleonischen Königreichs Westphalen. Nach weiteren Änderungen gehörte die Gemeinde ab 1816 zum Landkreis Salzwedel.
Am 25. Juli 1952 wurde die Gemeinde in den neu eingerichteten Kreis Kalbe (Milde) umgegliedert. Nach dessen Auflösung am 1. Januar 1988 kam Badel zum Kreis Salzwedel und nach dessen Auflösung am 1. Juli 1994 zum Altmarkkreis Salzwedel.
Am 1. Januar 2011 wurde die Gemeinde per Gesetz in die Stadt Kalbe (Milde) eingemeindet. Gleichzeitig wurde eine Ortschaft Badel gebildet, zu der der Ortsteil Thüritz, gehört. Die frühere Gemeinde Thüritz war am 1. Juli 1973 nach Badel eingemeindet worden.

### Einwohnerentwicklung
| Jahr | Einwohner |
| ---- | --------- |
| 1734 | 083       |
| 1774 | 068       |
| 1789 | 071       |
| 1798 | 082       |
| 1801 | 075       |
| 1818 | 077       |
| 1840 | 144       |
| 1864 | 180       |

| Jahr | Einwohner |
| ---- | --------- |
| 1871 | 170       |
| 1885 | 182       |
| 1892 | [00]190   |
| 1895 | 207       |
| 1900 | [00]226   |
| 1905 | 237       |
| 1910 | [00]263   |
| 1925 | 281       |

| Jahr | Einwohner |
| ---- | --------- |
| 1939 | 259       |
| 1946 | 409       |
| 1964 | 296       |
| 1971 | 295       |
| 1981 | 550       |
| 1993 | 565       |
| 2006 | 460       |
| 2015 | 256       |

| Jahr | Einwohner |
| ---- | --------- |
| 2016 | 263       |
| 2017 | 272       |
| 2018 | 282       |
| 2020 | [00]273   |
| 2021 | [00]260   |
| 2022 | [0]266    |
| 2023 | [0]269    |

Quelle, wenn nicht angegeben, bis 1993 und 2015 bis 2018

## Religion
Die evangelische Kirchengemeinde Badel, die früher zur Pfarrei Zethlingen gehörte, wird heute betreut vom Pfarrbereich Kalbe-Kakerbeck im Kirchenkreis Salzwedel im Bischofssprengel Magdeburg der Evangelischen Kirche in Mitteldeutschland. Die ältesten überlieferten Kirchenbücher für Badel stammen aus dem Jahre 1894.
Die katholischen Christen gehören zur Pfarrei St. Laurentius in Salzwedel im Dekanat Stendal im Bistum Magdeburg.

## Politik

### Ortsbürgermeister
Thomas Schreiber ist Ortsbürgermeister der Ortschaft Badel.

### Ortschaftsrat
Bei der Ortschaftsratswahl am 26. Mai 2019 stellte sich die Wählergemeinschaft Badel/Thüritz zur Wahl. Sie gewann alle 5 Sitze. Gewählt wurden eine Ortschaftsrätin und vier Räte.

## Kultur und Sehenswürdigkeiten

### Kirche
Die evangelische Dorfkirche Badel ist ein Feldsteinbau aus dem 14. Jahrhundert. Sie war eine Nebenkirche von Zethlingen und besitzt eine Orgel. Das Bauwerk ist ein schlichter Rechtecksaal aus unregelmäßigem Feldsteinmauerwerk und wurde gegen Ende des 19. Jahrhunderts durch eine Apsis aus Backstein erweitert.
- Das Kriegerdenkmal Badel in der Dorfstraße besteht aus einer Stele mit einem Kreuz.[26]

## Verkehr
Bis 1980 war Badel Bahnhof der Bahnstrecken Salzwedel–Badel, Streckennummer 6903, km 0,00 (Verkehrseinstellung 1980) und Hohenwulsch–Beetzendorf, Streckennummer 6904, km 24,9. Am 10. März 1991 verlor Badel den letzten Bahnanschluss (Personenverkehr), der Güterverkehr wurde um 1993 eingestellt.
Über die verlängerte Badeler Bahnhofsstraße in Richtung Bühne-Güssefeld, etwa 600 m südöstlich des Bahnhofsareals, ist eine verkehrstechnische Besonderheit erreichbar: Eine 1911 errichtete hölzerne Straßenbrücke über eine Kleinbahnstrecke, die in einer Neigung liegt und auch mit Dampfloks befahren wurde. Die rekonstruierte historische Bahnbrücke Badel wurde am 30. Juni 2018 eingeweiht. Die Aufnahme in Denkmal-Listen ist vorgeschlagen.

## Spukstelle und Sage
Im Altmärkischen Sagenschatz berichtete der Lehrer Lehrmann im Jahre 1908 von einer Spukstelle nordwestlich des Dorfes: An der Feldgrenze zwischen Badel und Mösenthin zeigt sich ein auf einem Schimmel sitzender Reiter ohne Kopf.
Auf dem Badeler Berg, nördlich von Cheinitz, damals Baadelscher Berg genannt, stand noch 1850 eine Fichte, die war sehr krumm nach entgegengesetzten Seiten gewachsen. Der Sage nach waren dort eine Laus und ein Floh festgemacht worden. Die riesigen Insekten zogen und zerrten nach entgegengesetzten Seiten, um die Menschen zu erreichen, daher wuchs der Baum nicht gerade.

## Persönlichkeiten
- Otto Wiedfeldt (1871–1926), Botschafter in den Vereinigten Staaten, in Thüritz geboren.